# Сепактакрау на Азиатских играх
Соревнования по сепактакрау (сепак такро) проводятся на летних Азиатских играх начиная с 1990 года.

## Соревнования по сепактакрау на летних Азиатских играх
|                                             | 1990 | 1994 | 1998 | 2002 | 2006 | 2010 | 2014 | 2018 | 2022 | Всего |
| ------------------------------------------- | ---- | ---- | ---- | ---- | ---- | ---- | ---- | ---- | ---- | ----- |
|                                             |      |      |      |      |      |      |      |      |      |       |
| Мужчины, круг (circle)                      |      |      | X    | X    |      |      |      |      |      | 2     |
| Мужчины, регу дабл (2 чел., doubles)        |      |      |      |      | X    | X    | X    |      |      | 3     |
| Мужчины, регу (3 чел., regu)                | X    | X    | X    | X    | X    | X    | X    | X    | X    | 9     |
| Мужчины, квадрант (регу 4 чел., quadrant)   |      |      |      |      |      |      |      | X    | X    | 2     |
| Мужчины, командный регу дабл (team doubles) |      |      |      |      |      |      |      | X    |      | 1     |
| Мужчины, командный регу (team regu)         | X    |      | X    | X    | X    | X    | X    | X    |      | 7     |
| Мужчины, команда (team)                     |      |      |      |      |      |      |      |      | X    | 1     |
| Женщины, круг (circle)                      |      |      | X    | X    |      |      |      |      |      | 2     |
| Женщины, регу дабл (2 чел., doubles)        |      |      |      |      | X    | X    | X    |      |      | 3     |
| Женщины, регу (3 чел., regu)                |      |      | X    | X    | X    | X    | X    |      | X    | 6     |
| Женщины, квадрант (регу 4 чел., quadrant)   |      |      |      |      |      |      |      | X    | X    | 2     |
| Женщины, командный регу (team regu)         |      |      | X    | X    | X    | X    | X    | X    |      | 6     |
| Женщины, команда (team)                     |      |      |      |      |      |      |      |      | X    | 1     |
|                                             |      |      |      |      |      |      |      |      |      |       |
| Итого                                       | 2    | 1    | 6    | 6    | 6    | 6    | 6    | 6    | 6    |       |

## Призёры соревнований

### Мужчины

#### Круг (circle)
| Год  | Золото           | Серебро | Бронза          |
| ---- | ---------------- | ------- | --------------- |
| 1998 | Таиланд          | Мьянма  | Малайзия        |
| 2002 | Республика Корея | Таиланд | Мьянма · Япония |

#### Регу дабл (2 чел., doubles)
| Год  | Золото  | Серебро          | Бронза               |
| ---- | ------- | ---------------- | -------------------- |
| 2006 | Таиланд | Мьянма           | Малайзия · Индонезия |
| 2010 | Мьянма  | Республика Корея | Япония · Индонезия   |
| 2014 | Мьянма  | Республика Корея | Сингапур · Япония    |

#### Регу (3 чел., regu)
| Год  | Золото   | Серебро          | Бронза                      |
| ---- | -------- | ---------------- | --------------------------- |
| 1990 | Малайзия | Таиланд          | Сингапур                    |
| 1994 | Малайзия | Таиланд          | Сингапур                    |
| 1998 | Таиланд  | Малайзия         | Мьянма · Бруней             |
| 2002 | Таиланд  | Мьянма           | Сингапур · Малайзия         |
| 2006 | Таиланд  | Малайзия         | Мьянма · Индонезия          |
| 2010 | Таиланд  | Малайзия         | Мьянма · Китай              |
| 2014 | Таиланд  | Республика Корея | Малайзия · Мьянма           |
| 2018 | Малайзия | Индонезия        | Республика Корея · Сингапур |

#### Регу квадрант (4 чел., quadrant)
| Год  | Золото    | Серебро | Бронза             |
| ---- | --------- | ------- | ------------------ |
| 2018 | Индонезия | Япония  | Сингапур · Вьетнам |

#### Командный регу дабл (team doubles)
| Год  | Золото  | Серебро | Бронза             |
| ---- | ------- | ------- | ------------------ |
| 2018 | Таиланд | Лаос    | Индонезия · Япония |

#### Командный регу (team regu)
| Год  | Золото   | Серебро          | Бронза                    |
| ---- | -------- | ---------------- | ------------------------- |
| 1990 | Малайзия | Таиланд          | Сингапур                  |
| 1998 | Таиланд  | Малайзия         | Мьянма · Сингапур         |
| 2002 | Таиланд  | Малайзия         | Республика Корея · Мьянма |
| 2006 | Таиланд  | Малайзия         | Мьянма · Индонезия        |
| 2010 | Таиланд  | Малайзия         | Япония · Республика Корея |
| 2014 | Таиланд  | Республика Корея | Малайзия · Индия          |
| 2018 | Таиланд  | Малайзия         | Индия · Индонезия         |

### Женщины

#### Круг (circle)
| Год  | Золото  | Серебро | Бронза                     |
| ---- | ------- | ------- | -------------------------- |
| 1998 | Таиланд | Мьянма  | Вьетнам                    |
| 2002 | Таиланд | Мьянма  | Республика Корея · Вьетнам |

#### Регу дабл (2 чел., doubles)
| Год  | Золото  | Серебро | Бронза                    |
| ---- | ------- | ------- | ------------------------- |
| 2006 | Вьетнам | Мьянма  | Япония · Китай            |
| 2010 | Мьянма  | Китай   | Республика Корея · Япония |
| 2014 | Мьянма  | Лаос    | Вьетнам · Япония          |

#### Регу (3 чел., regu)
| Год  | Золото  | Серебро          | Бронза            |
| ---- | ------- | ---------------- | ----------------- |
| 1998 | Мьянма  | Вьетнам          | Таиланд · Китай   |
| 2002 | Таиланд | Китай            | Япония · Вьетнам  |
| 2006 | Таиланд | Вьетнам          | Китай · Мьянма    |
| 2010 | Таиланд | Вьетнам          | Китай · Мьянма    |
| 2014 | Таиланд | Республика Корея | Китай · Индонезия |

#### Регу квадрант (4 чел., quadrant)
| Год  | Золото  | Серебро | Бронза           |
| ---- | ------- | ------- | ---------------- |
| 2018 | Таиланд | Вьетнам | Индонезия · Лаос |

#### Командный регу (team regu)
| Год  | Золото  | Серебро          | Бронза                   |
| ---- | ------- | ---------------- | ------------------------ |
| 1998 | Таиланд | Мьянма           | Китай · Вьетнам          |
| 2002 | Таиланд | Вьетнам          | Китай · Республика Корея |
| 2006 | Вьетнам | Таиланд          | Китай · Республика Корея |
| 2010 | Таиланд | Китай            | Индонезия · Вьетнам      |
| 2014 | Таиланд | Мьянма           | Индонезия · Вьетнам      |
| 2018 | Таиланд | Республика Корея | Мьянма · Вьетнам         |

## Медальный зачёт
суммарно медали для страны во всех видах соревнований
| Место           | Страна           | Золото | Серебро | Бронза | Всего |
| --------------- | ---------------- | ------ | ------- | ------ | ----- |
| 1               | Таиланд          | 26     | 5       | 1      | 32    |
| 2               | Мьянма           | 5      | 8       | 11     | 24    |
| 3               | Малайзия         | 4      | 8       | 5      | 17    |
| 4               | Вьетнам          | 2      | 5       | 9      | 16    |
| 5               | Республика Корея | 1      | 6       | 7      | 14    |
| 6               | Индонезия        | 1      | 1       | 11     | 13    |
| 7               | Китай            | 0      | 3       | 9      | 12    |
| 8               | Лаос             | 0      | 2       | 1      | 3     |
| 9               | Япония           | 0      | 1       | 9      | 10    |
| 10              | Сингапур         | 0      | 0       | 8      | 8     |
| 11              | Бруней           | 0      | 0       | 1      | 1     |
| 11              | Индия            | 0      | 0       | 1      | 1     |
| Всего стран: 12 | Всего стран: 12  | 39     | 39      | 73     | 151   |